# Sukadana Baru
Sukadana Baru is een bestuurslaag in het regentschap Lampung Timur van de provincie Lampung, Indonesië. Sukadana Baru telt 4282 inwoners (volkstelling 2010).